# Herbert Gardner (1er baron Burghclere)
Herbert Colstoun Gardner (9 juin 1846 - 6 mai 1921) est un homme politique libéral britannique qui siège à la Chambre des communes de 1885 jusqu'à ce qu'il soit élevé à la pairie en 1895. Il est président du Board of Agriculture entre 1892 et 1895.

## Jeunesse
Gardner est né le 9 juin 1846. Il est le fils d'Alan Gardner (3e baron Gardner), de sa deuxième épouse, l'actrice professionnelle Juliah Sarah Fortescue. Cependant, il est né deux ans avant le mariage de ses parents et n'est donc pas autorisé à succéder à son père comme baron de Gardner en 1883 .
Ses grands-parents paternels sont Alan Hyde Gardner (2e baron Gardner), un amiral de la marine britannique, et Charlotte Smith, troisième fille de Robert Smith (1er baron Carrington). Son grand-père maternel est Edward Fortescue.
Il fait ses études à la Harrow School puis au Trinity Hall de Cambridge.

## Carrière
Pendant son séjour à Cambridge, il est membre et finalement directeur du Amateur Dramatic Club qui est «en plein essor» sous sa direction. Il joue ensuite avec les Canterbury Old Stagers pour lesquels lui et William Yardley ont écrit certaines des meilleures pièces et épilogues qu'ils ont produites.
En 1867, Gardner est admis à Inner Temple et est sous-lieutenant de Middlesex.
Aux élections générales de 1885, Gardner est élu député de Saffron Walden, siège qu'il occupe jusqu'en 1895. Il sert dans les administrations libérales de William Ewart Gladstone et plus tard Lord Rosebery comme président du Board of Agriculture de 1892 à 1895. Il est admis au Conseil privé en 1892 et en 1895, il est élevé à la pairie en tant que baron Burghclere, de Walden dans le comté d'Essex.
Gardner est administrateur de la Peninsular and Oriental Steam Navigation Company. Il est commissaire ecclésiastique de 1903 à 1921 et président de la Commission royale sur les monuments historiques d'Angleterre.
Gardner est également l'auteur de plusieurs romans et des comédies Time will tell, Our Bitterest Foe, After Dinner et Cousin Zacchary. Il a publié une traduction de Virgile Géorgiques de en 1904.

## Vie privée
Le 4 mars 1890, Lord Burghclere épouse Winifred Anne Henrietta Christiana, fille de Henry Herbert (4e comte de Carnarvon) et Evelyn Stanhope (une fille de George Stanhope (6e comte de Chesterfield) et Anne Stanhope, comtesse de Chesterfield). Lady Winifred est la veuve du capitaine Alfred John George Byng (fils de George Byng (2e comte de Strafford)), décédé en 1887. Ensemble, ils ont quatre filles:
- Juliette Mary Evelyn Stanhope Gardner (née en 1892), qui épouse Alexander Duncan Cumming-Russell, fils du major général Francis Shirley Russell, en 1916. Ils divorcent en 1922[6].
- Alethea Margaret Gwendolin Valentine Gardner (née en 1893), qui épouse Geoffrey Fry (1er baronnet) (en)[7]
- Mary Sidney Katharine Almina Gardner (1896–1994), qui épouse Geoffrey Hope-Morley (2e baron Hollenden)
- Evelyn Gardner (1903–1994), qui épouse l'auteur Evelyn Waugh

Lord Bughclere est décédé en mai 1921, à l'âge de 74 ans. Comme il n'a pas de fils, la baronnie s'est éteinte à sa mort. Lady Burghclere est décédée en septembre 1933, à l'âge de 69 ans .